# Hamburger Jazzpreis
Mit dem Hamburger Jazzpreis werden seit 2007 alle zwei Jahre Musiker und Musikerinnen ausgezeichnet, 
- die ihren Arbeits- und Lebensmittelpunkt in Hamburg haben,
- die einen besonderen künstlerischen Beitrag zur Jazzmusik leisten und
- sich für die Belange des Jazz in der Hansestadt einsetzen.

## Trägerschaft und Dotierung
Der Preis ist mit 10.000 Euro dotiert und wurde 2007 von der Dr. E. A. Langner Stiftung ins Leben gerufen. Die Trägerschaft wurde 2011 an die Elbjazz GmbH übertragen. 2017 hat das Jazzbüro Hamburg die Trägerschaft und Ausrichtung des Preises übernommen. Elbjazz bleibt aber Gastgeber der Preisverleihung. Eine Fachjury nominiert zunächst Kandidaten und bestimmt dann die jeweiligen Preisträger.

## Preisträger
- 2007: Gabriel Coburger, Alt- und Tenorsaxophon
- 2009: Ulita Knaus, Gesang
- 2011: Vladyslav Sendecki, Piano
- 2013: Wolf Kerschek, Piano, Vibraphon, Marimba; Hochschullehrer
- 2015: Sebastian Gille, Saxophon
- 2017: Wolfgang Schlüter, Vibraphon
- 2019: Lisa Wulff, Kontrabass und E-Bass
- 2021: Silvan Strauß, Schlagzeug
- 2023: Dirk Achim Dhonau, Schlagzeug
- 2025: Tilman Oberbeck, Kontrabass; künstlerischer Geschäftsführer der JazzHall[1]